# Helmut Hellstorff
Helmut Hellstorff (* 9. Mai 1923 in Nieder-Lindewiese, Tschechoslowakei; † 17. Januar 2004 in Berlin) war ein deutscher Hörspielregisseur und Schauspieler.

## Leben
Seine Ausbildung als Schauspieler absolvierte Helmut Hellstorff in Wien und Brünn, bevor er im Jahr 1941 in Mährisch-Ostrau am Theater debütierte. Nach 1945 startete er in Hamburg als Bühnen- und Funkarbeiter. Schließlich zog er 1948 nach Schwerin, später nach Eisenach und 1954 nach Ost-Berlin.
Hellstorff gehörte zu den produktivsten Hörspielregisseuren des Rundfunks der DDR beim Staatlichen Komitee für Rundfunk und Fernsehen. Dort war er etwa 35 Jahre aktiv. Laut HörDat war er an mehr als 200 Produktionen beteiligt, die in den Jahren 1956 bis 1991, dem Jahr, als die Nachfolgesender des DDR-Rundfunks abgewickelt wurden, entstanden.
In den 1960er-Jahren agierte er neben seiner Regietätigkeit auch als Schauspieler in Fernsehspielen und Filmen. Unter anderem wirkte er in Polizeiruf 110 mit. Er war mit der Schauspielerin Sabine Hellstorff (Absolventin der Hochschule für Schauspielkunst Ernst Busch; Mitwirkung in zahlreichen Theater-, Rundfunk-, Film- und TV-Produktionen) verheiratet.

## Filmografie
- 1960: Fernsehpitaval: Der Fall René Levacher alias… (Fernsehreihe)
- 1960: Was wäre, wenn …?
- 1962: Die Glatzkopfbande
- 1966: Trick 17b
- 1967: Der Fall Timo Rinnelt
- 1987: Bebel und Bismarck (Fernseh-Dreiteiler)
- 1990: Polizeiruf 110: Der Tod des Pelikan (Fernsehreihe)

## Theater (Regie)
- 1959: Werner Heiduczek: Jule findet Freunde – (Theater der Freundschaft)

## Hörspiele und Features
Regie
- 1955: Zdzislaw Skowronski/ Josef Slotwinski: Der Geburtstag des Direktors (Hörspiel – Rundfunk der DDR)
- 1958: Gerhard Stübe: Das erste Wort (Rundfunk der DDR)
- 1980: Michail Bulgakow: Die Kabale der Scheinheiligen (Charron) (Hörspiel – Rundfunk der DDR)
- 1960: Bernhard Seeger: Paradies im Krähenwinkel (Hörspiel – Rundfunk der DDR)
- 1960: Joachim Goll: Ein Arzt unterwegs (Hörspiel – Rundfunk der DDR)
- 1961: Ferenc Taar: Die Schlacht in der Veréb-Gasse (Hörspiel – Rundfunk der DDR)
- 1961: Käte Seelig: Wie es ihm gefällt (Hörspiel – Rundfunk der DDR)
- 1961: Karl-Heinrich Bonn: Nächtlicher Besuch (Hörspiel – Rundfunk der DDR)
- 1962: Rolf Schneider: 25. November. New York (Hörspiel – Rundfunk der DDR)
- 1963: Rolf Gumlich/Ralph Knebel: Zwischenbilanz (Hörspiel – Rundfunk der DDR)
- 1963: Manfred Bieler: Nachtwache (Hörspiel – Rundfunk der DDR)
- 1964: Ephraim Kishon: Der Blaumilchkanal (Hörspiel – Rundfunk der DDR)
- 1964: Fred von Hoerschelmann: Die Saline (Hörspiel – Rundfunk der DDR)
- 1965: Ján Solovič: In fünf Minuten ist Mitternacht (Hörspiel – Rundfunk der DDR)
- 1965: Rolf Schneider: Unternehmen Plate-Rack (Hörspiel – Rundfunk der DDR)
- 1967: Leonid Leonow: Professor Skutarewski (Hörspiel – Rundfunk der DDR)
- 1968: Day Keene/Warren Brand: Naked Fury – Nackte Gewalt (Kriminalhörspiel – Rundfunk der DDR)
- 1969: Dimitar Gulew: Unterwegs zum anderen Ufer (Hörspiel – Rundfunk der DDR)
- 1969: Wolfgang Kohlhaase: Fragen an ein Photo (Hörspiel – Rundfunk der DDR)
- 1970: Finn Havrevold: Katastrophe (Hörspiel – Rundfunk der DDR)
- 1970: Michail Schatrow: Der sechste Juli (Hörspiel – Rundfunk der DDR)
- 1970: Hans-Ulrich Lüdemann: Prozeß ohne Urteil (Hörspiel – Rundfunk der DDR)
- 1970: Emil Manow: Der Mandelzweig (Hörspiel – Rundfunk der DDR)
- 1971: Zofia Posmysz: Ave Maria (Hörspiel – Rundfunk der DDR)
- 1971: Bruno Gluchowski: Stahl von der Ruhr (Hörspiel nach „Blutiger Stahl“ (3 Teile) – Rundfunk der DDR)
- 1972: Afanassi Salynski: Maria (Hörspiel – Rundfunk der DDR)
- 1972: Pawel Geordiadi: Die Sonne über dem Minarett (Hörspiel – Rundfunk der DDR)
- 1972: Kai Himmelstrup: The Dandelions (Hörspiel (2 Teile) – Rundfunk der DDR)
- 1973: Paul Everac: Die Mitgift (Hörspiel – Rundfunk der DDR)
- 1974: Ján Milczák: Die letzten Drei (Hörspiel – Rundfunk der DDR)
- 1974: Jeremi Przybora: Die Dame und ihr Hündchen Tesoriono (Hörspiel – Rundfunk der DDR)
- 1976: Rodney David Wingfield: Auf Provisionsbasis (Hörspiel – Rundfunk der DDR)
- 1977: Carlos Coutinho: Die letzte Woche vor dem Fest (Hörspiel – Rundfunk der DDR)
- 1981: Giorgio Bandini: Unser unmenschliches Haus (Hörspiel – Rundfunk der DDR)
- 1984: Ran Bossilek/Maria Georgiewa: Goltscho-Habenichts (Kinderhörspiel – Rundfunk der DDR)

Sprecher
- 1964: Horst Grothe: Ehrenmänner – 1. Frankfurter Auschwitz-Prozess (Feature – Rundfunk der DDR)[3]
- 1967: Wolfgang Rödel: Begegnung im Palas – (Sprechrolle: Heinrich Heine) (Feature – Rundfunk der DDR)
- 1970: William Shakespeare: Othello – Regie: Gert Andreae (Hörspiel – Rundfunk der DDR)
- 1971: Heinrich Mann: Die Vollendung des Königs Henri Quatre – Regie: Fritz Göhler (Hörspiel – Rundfunk der DDR)
- 1978: Erika Runge: Die Verwandlungen einer fleißigen, immer zuverlässigen und letztlich unauffälligen Chefsekretärin – Regie: Peter Groeger (Hörspiel – Rundfunk der DDR)
- 1979: Horst Berensmeier: Lösegeld – Regie: Hans Knötzsch (Hörspiel – Rundfunk der DDR)
- 1980: Lia Pirskawetz: Stille Post – Regie: Horst Liepach (Biografie – Rundfunk der DDR)
- 1981: Joachim Priewe: Heinrich Vogeler (Nachrichtenoffizier) – Regie: Barbara Plensat (Biographie – Rundfunk der DDR)
- 1991: Gerhard Rentzsch: Szenen aus deutschen Landen, eingeleitet und mit Zwischenberichten versehen über die Reise eines Mannes mit Pappkarton – Regie: Walter Niklaus (Hörspielreihe: Augenblickchen Nr. 4 – DS Kultur/BR)

## Auszeichnungen
- 1974 Kunstpreis der DDR[4]